# Tastrup
Tastrup (tiếng Đan Mạch: Tostrup) là một đô thị thuộc huyện Schleswig-Flensburg, trong bang Schleswig-Holstein, nước Đức. Đô thị Tastrup có diện tích 4,52 km², dân số thời điểm 31 tháng 12 năm 2006 là 448 người.